# Le Réel n'a pas eu lieu
Le Principe de Don Quichotte
 (août 2024).
Le Réel n'a pas eu lieu : Le Principe de Don Quichotte est un essai littéraire et philosophique écrit par Michel Onfray, paru en 2014 chez Autrement. L'essai s'inscrit dans un projet de « contre-histoire de la littérature » dont il est le premier tome. Il est une étude du Don Quichotte de Miguel de Cervantes.

## Thèmes
L'auteur expose les idéologies, les caractères et les comportements totalement différents du chevalier Don Quichotte et de son valet Sancho Panza.
Don Quichotte croit que les antiques livres de chevalerie qu'il a lus disent vrai, que les fées et les magiciens existent, qu'il existe un idéal de vertu visant à protéger la veuve et l'orphelin, etc. Le Réel (ce qui existe, ce que l'on voit) n'existe pas en tant que tel ; seules les Idées et les représentations du réel existent. Il est donc un « dénégateur du Réel ». Philosophiquement parlant, c'est un adepte du Platonisme et de la transcendance.
Sancho Pança est l'exact opposé de Quichotte : comme saint Thomas, il ne croit que ce qu'il voit ; il est attaché au Réel, qu'il considère comme la seule réalité existante ; il agit en fonction de ce qu'il voit, de ce qu'il entend et en fonction de son intelligence et de son propre raisonnement. Libre penseur, il agit « dans le réel ». Philosophiquement parlant, c'est un adepte de l'Épicurisme et de l’immanence.
Michel Onfray montre aussi comment Cervantès, très subtilement, a critiqué la religion catholique telle que pratiquée au cours des XVIe et XVIIe siècles dans la péninsule ibérique, avec l'action de l'Inquisition, les autodafés, les censeurs, les prêtres de mauvaise foi, etc.